# العباس بن جعفر الزبرقان
أبو مُحمَّد العبَّاس بن جعفر بن عبد الله بن الزبرقان، ويُعرف أيضًا بـالعبَّاس بن أبي طالب (توفي 10 جمادى الآخرة 258هـ / 23 أبريل 872م) هو مُحدِّث صدوق من واسطي الأصل، وهو مولى العبَّاس بن عبد المُطَّلب.

## نسبه
هو العباس بن جعفر بن عبد الله بن الزبرقان، مولى العبَّاس بن عبد المُطَّلب. وهو أخو يحيى بن جعفر، وكان العباس أصغر منهما. أصله من واسط. يُعرف أيضًا بالعباس بن أبي طالب.

## روايته للحديث
- شيوخه: سمع من:[1]
  - محمد بن القاسم الأسدي
  - إسحاق بن منصور السلولي
  - يحيى بن أبي بكير الكرماني
  - قراد أبو نوح
  - نصر بن حماد الوراق
  - الحسن بن موسى الأشيب
  - الحسن بن الربيع البوراني
- تلاميذه: روى عنه:[1]
  - عبد الله بن إسحاق المدائني
  - أحمد بن محمد بن أبي شيبة الرملي
  - محمد بن مخلد

ومن الأحاديث التي رواها: عن الحسن بن الربيع، عن أبي شهاب، عن عاصم، عن أنس: «أَنَّ النبي ﷺ كان يمسح على الموقين والخمار».

## مكانته
- قال عنه أبو حاتم الرَّازي المُحدِّث: «صدوق» (حين سُئل عنه من ابنه عبد الرحمن وهو يسمع مع أبيه منه في بغداد).[1]
- قال عنه عبد الله بن إسحاق المدائني: «وكان ثقة».[2]

## وفاته
توفي العباس بن جعفر المعروف بابن أبي طالب سنة 258هـ / 872م. ذكر محمد بن مخلد أنه توفي يوم الأربعاء (دون تحديد الشهر). بينما ذكر ابن قانع أنه توفي في شهر جمادى الآخرة، ونقل عن غيره أنه توفي يوم الأربعاء لعشر ليالٍ مضين من جمادى الآخرة / 23 أبريل 872م.

### فهرس المنشورات
1. 1 2 3 4 5 6  البغدادي (2001)، ج. 14، ص. 25.
2. 1 2  البغدادي (2001)، ج. 14، ص. 26.

### معلومات المنشورات كاملة
الكتب مرتبة حسب تاريخ النشر
- الخطيب البغدادي (2001)، تاريخ بغداد، تحقيق: بشار عواد معروف (ط. 1)، بيروت: دار الغرب الإسلامي، OCLC:49659164، QID:Q114815356